# СРСР на літніх Олімпійських іграх 1972
На літніх Олімпійських іграх 1972 радянська делегація складалася із 373 осіб. Спортсмени збірної СРСР виграли нагороди у 21 виді спорту, здобувши 99 медалей — 50 золотих, 27 срібних та 22 бронзових. По 9 золотих було завойовано у легкій атлетиці та боротьбі, по 6 — у спортивній гімнастиці та веслуванні на байдарках та каное, 3 золота — у важкій атлетиці. Золоті медалі були виграні також в академічному веслуванні, вітрильному спорті, кінному спорті, велоспорті, боксі, фехтуванні, сучасному п'ятиборстві, стрільбі.
Блиснув на Олімпіаді аспірант із Києва Валерій Борзов, який виграв забіги на 100 та 200 метрів, перервавши гегемонію американських спортсменів. Окрім Борзова, переможцями Олімпіади стали ще сім радянських легкоатлетів. Другу золоту медаль у потрійному стрибку виграв Віктор Санєєв. У стрибках у висоту переміг Юрій Тармак. Киянин Анатолій Бондарчук із новим олімпійським рекордом переміг у метанні молота. Ставропольський метальник молота Василь Хмелевський піднявся на третю сходинку п'єдесталу пошани. Новий світовий рекорд у десятиборстві встановив одесит Микола Авілов. Тричі стартувала на Іграх у Мюнхені представниця Краснодара Людмила Брагіна на дистанції 1500 метрів і усі три рази покращувала світовий рекорд. Найкращою у штовханні ядра була ленінградка Надія Чижова та у метанні диска — москвичка Фаїна Мельник.
Чоловіча збірна СРСР з баскетболу вперше здобула золоті медалі, обігравши у напруженому та драматичному матчі збірну США. На початку завдяки грамотній обороні радянська команда захопила лідерство. Однак американці застосували пресинг і практично зрівняли рахунок до кінця матчу — 49:48 за 36 секунд до кінця. Однак через порушення правил радянськими баскетболістами за три секунди до кінця матчу американці вийшли вперед 50:49. Модестас Паулаускас ввів м'яч у гру через лицьову лінію, і відразу ж зазвучала фінальна сирена. Американці почали святкувати перемогу, але радянські представники вказали на порушення правил: лічильник часу повинен включатись не в момент передачі, а в момент прийому. Судді визнали помилку та дали радянській збірній повторити введення м'яча. Цього разу м'яч узяв Іван Єдешко і кинув його через весь майданчик повз двох захисників прямо в руки Олександру Бєлову. Центровий радянської збірної не схибив, матч закінчився з рахунком 51:50, збірна США вперше програла на Олімпійських іграх Відеозапис кінцівки матчу . Збірна США відмовилася прийняти срібні медалі та на церемонію нагородження не вийшла. Гравці збірної не змінили своєї думки досі, і медалі досі зберігаються в сейфі в Лозанні, Швейцарія. Капітан збірної США Кеннет Девіс у своєму заповіті вказав дружині та дітям ніколи не приймати цю нагороду. Результат матчу є одним із найбільш суперечливих результатів за всю історію Олімпійських ігор.

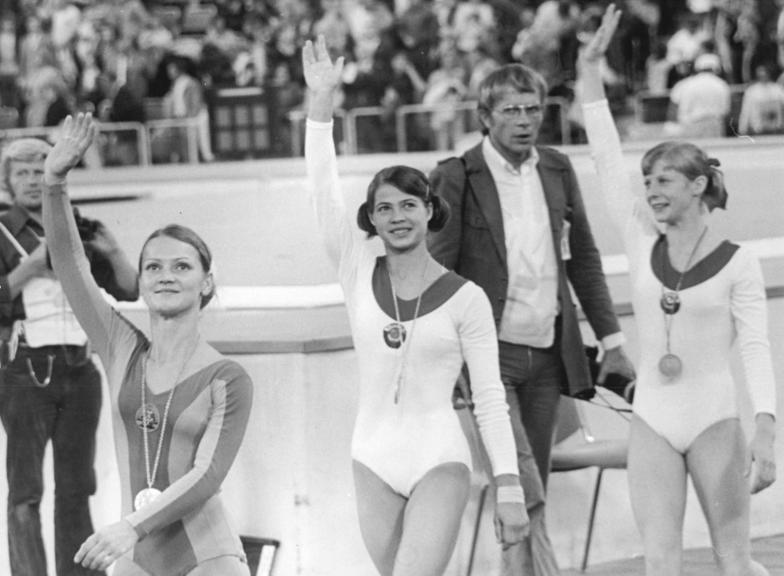
Спортивна гімнастика. Переможниці у багатоборстві. Карін Янц (НДР) 2-е місце. У центрі — Людмила Турищева (СРСР) 1-е місце. Тамара Лазакович (СРСР), 3-е місце

Дві золоті медалі здобули радянські боксери: В'ячеслав Лемешев із Москви та Борис Кузнєцов із Астрахані. У скарбничку радянської команди у Мюнхені борці вільного стилю внесли п'ять золотих медалей. На одну медаль відстали борці класичного стилю. Радянський борець вільного стилю, білорус, Олександр Медведь став триразовим олімпійським чемпіоном. Прекрасним виступом на Олімпіаді запам'ятався й інший радянський борець Іван Яригін. Він змагався також у вільній боротьбі — у напівважкій вазі. Яригін здобув чисті перемоги у всіх семи сутичках, тобто тушував суперників на олімпійському килимі. На шляху до олімпійської вершини Іван Яригін встановив своєрідний рекорд — на всі поєдинки він витратив менше часу, ніж тривалість однієї сутички.
Абсолютною чемпіонкою Ігор з гімнастики стала ростовська студентка Людмила Турищева. На змаганнях на окремих видах блищала школярка з Гродно Ольга Корбут, яка стала телевізійною зіркою змагань. Не було рівних радянським гімнасткам у командних вправах.
Усі золоті медалі, крім однієї, у веслуванні на байдарках і каное і в чоловіків і жінок дісталися радянським веслярам. У веслуванні на байдарці-одинаку у чоловіків чемпіоном став Олександр Шапаренко з українського міста Суми, у жінок — медсестра з Одеси Юлія Рябчинська. Микола Горбачов із міста Рогачов та Віктор Кратасюк із грузинського міста Поті виграв заїзд на байдарці-двійці. У жінок на цій дистанції перемогли Людмила Пінаєва та харків'янка Катерина Куришко. Найкращими були радянська байдарка-четвірка та екіпаж каное-двійки: Владас Чесюнас із Вільнюса та Юрій Лобанов із Душанбе.
Удруге виграв Олімпійські ігри яхтсмен Валентин Манкін. У Мехіко він став переможцем у класі «Фінн», а в Мюнхені разом із матросом Віталієм Дірдирою, теж із Києва, — у класі «Темпест». Знову, як і на трьох попередніх Олімпіадах, звання найсильнішої людини завоював радянський штангіст. Цього разу Василь Алексєєв. Піднявши в сумі триборства 640 кілограмів і встановивши новий олімпійський рекорд, він став недосяжним для суперників. Окрім цього, вперше за всю історію Олімпійських ігор збірна СРСР із водного поло виграла Золото. Учасники збірної СРСР В. Гуляєв, О. Древаль, О. Долгушин, О. Акімов, О. Шидловський, О.С. Баркалов, В. Жмудський, Л. Осипов, А. Кабанов, М. М. Мельников та В. Собченко.

## Медалісти

### Золото
| Медаль | Спортсмен | Вид спорту                  | Дисципліна                                         |
| ------ | --- | --------------------------- | -------------------------------------------------- |
| Золото | Іван Єдешко Сергій Бєлов Олександр Бєлов Іван Дворний Олександр Болошев Геннадій Вольнов Сергій Коваленко Михаїл Коркія Модестас Паулаускас Анатолій Поливода Зураб Саканделідзе Алжан Жармухамедов | Баскетбол                   | Чоловіки                                           |
| Золото | Борис Кузнецов | Бокс                        | Чоловіки, до 57 кг                                 |
| Золото | Вячеслав Лемешев | Бокс                        | Чоловіки, до 75 кг                                 |
| Золото | Роман Дмитрієв | Вільна боротьба             | Чоловіки, до 48 кг                                 |
| Золото | Загалав Абдулбеков | Вільна боротьба             | Чоловіки, до 62 кг                                 |
| Золото | Леван Тедіашвілі | Вільна боротьба             | Чоловіки, до 82 кг                                 |
| Золото | Іван Яригін | Вільна боротьба             | Чоловіки, до 100 кг                                |
| Золото | Олександр Медведь | Вільна боротьба             | Чоловіки, понад 100 кг                             |
| Золото | Рустем Казаков | Греко-римська боротьба      | Чоловіки, до 57 кг                                 |
| Золото | Шаміль Хісамутдинов | Греко-римська боротьба      | Чоловіки, до 68 кг                                 |
| Золото | Валерій Резанцев | Греко-римська боротьба      | Чоловіки, до 90 кг                                 |
| Золото | Анатолій Рощин | Греко-римська боротьба      | Чоловіки, понад 100 кг                             |
| Золото | Владимир Семенець Игорь Целовальников | Велоспорт                   | Чоловіки, гонка на тандемах 2000 м                 |
| Золото | Борис Шухов Валерій Лихачов Геннадій Комнатов Валерій Ярды | Велоспорт                   | Чоловіки, командна шосейна гонка                   |
| Золото | Олексій Баркалов Анатолій Акимов Олександр Долгушін Вадим Гуляєв Олександр Древаль Олександр Кабанов Микола Мельников Леонід Осипов Вячеслав Собченко Володимир Жмудський Олександр Шидловський     | Водне поло                  | Чоловіки                                           |
| Золото | Тетяна Гонобоблєва Людмила Борозна Людмила Булдакова Віра Дуюнова Галина Леонтьєва Наталья Кудрєва Роза Саліхова Тетяна Саричева Ніна Смолєєва Тетяна Третьякова Любов Тюріна Інна Рискаль          | Волейбол                    | Жінки                                              |
| Золото | Николай Андріанов | Спортивна гімнастика        | Чоловіки, вільні вправи                            |
| Золото | Віктор Клименко | Спортивна гімнастика        | Чоловіки, кінь                                     |
| Золото | Людмила Турищева | Спортивна гімнастика        | Жінки, багатоборство                               |
| Золото | Ольга Корбут | Спортивна гімнастика        | Жінки, вільні вправи                               |
| Золото | Ольга Корбут | Спортивна гімнастика        | Жінки, колода                                      |
| Золото | Любов Бурда Тамара Лазакович Ольга Корбут Антоніна Кошель Ельвіра Сааді Людмила Турищева | Спортивна гімнастика        | Жінки, командні змагання                           |
| Золото | Юрій Малишев | Академічна гребля           | Чоловіки, одиночка                                 |
| Золото | Олександр Тимошинін Геннадій Коршиков | Академічна гребля           | Чоловіки, парна двійка                             |
| Золото | Олександр Шапаренко | Гребля на байдарках і каное | Чоловіки, байдарка-одиночка, 1000 м                |
| Золото | Николай Горбачев Віктор Кратасюк | Гребля на байдарках і каное | Чоловіки, байдарка-двійка, 1000 м                  |
| Золото | Юрій Філатов Валерій Діденко Володимир Морозов Юрій Стеценко | Гребля на байдарках і каное | Чоловіки, байдарка-четвірка, 1000 м                |
| Золото | Владас Чесюнас Юрій Лобанов | Гребля на байдарках і каное | Чоловіки, каное-двійка, 1000 м                     |
| Золото | Юлія Рябчинська | Гребля на байдарках і каное | Жінки, байдарка-одиночка, 500 м                    |
| Золото | Людмила Пінаєва Катерина Куришко | Гребля на байдарках і каное | Жінки, байдарка-двійка, 500 м                      |
| Золото | Шота Чочишвілі | Дзюдо                       | Чоловіки, до 93 кг                                 |
| Золото | Іван Калита Іван Кізімов Олена Пєтушкова | Кінний спорт                | Виїздка, командні змагання                         |
| Золото | Валерій Борзов | Легка атлетика              | Чоловіки, 100 м                                    |
| Золото | Валерій Борзов | Легка атлетика              | Чоловіки, 200 м                                    |
| Золото | Юрій Тармак | Легка атлетика              | Чоловіки, стрибки у висоту                         |
| Золото | Віктор Санеев | Легка атлетика              | Чоловіки, потрійний стрибок                        |
| Золото | Анатолій Бондарчук | Легка атлетика              | Чоловіки, метання молота                           |
| Золото | Микола Авилов | Легка атлетика              | Чоловіки, десятиборство                            |
| Золото | Людмила Брагіна | Легка атлетика              | Жінки, 1500 м                                      |
| Золото | Надія Чижова | Легка атлетика              | Жінки, штовхання ядра                              |
| Золото | Фаїна Мельник | Легка атлетика              | Жінки, метання диска                               |
| Золото | Валентин Манкін Віталій Дирдира | Вітрильний спорт            | Чоловіки, Темпест                                  |
| Золото | Володимир Васін | Стрибки у воду              | Чоловіки, трамплін                                 |
| Золото | Борис Онищенко Павло Ледньов Володимир Шмельов | Сучасне п'ятиборство        | Чоловіки, командні змагання                        |
| Золото | Яків Железняк | Стрільба                    | Чоловіки, малокаліберна гвинтівка, «рухомий кабан» |
| Золото | Мухарбій Кіржинов | Важка атлетика              | Чоловіки, до 67,5 кг                               |
| Золото | Яан Тальтс | Важка атлетика              | Чоловіки, до 110 кг                                |
| Золото | Василь Алексєєв | Важка атлетика              | Чоловіки, понад 110 кг                             |
| Золото | Віктор Сидяк | Фехтування                  | Чоловіки, шабля, особиста першість                 |
| Золото | Галина Горохова Олександра Забеліна Олена Новікова Татяна Самусенко Світлана Чиркова | Фехтування                  | Жінки, рапіра, командні змагання                   |

### Срібло
| Медаль | Спортсмен                                                                                         | Вид спорту             | Дисципліна                                |
| ------ | ------------------------------------------------------------------------------------------------- | ---------------------- | ----------------------------------------- |
| Срібло | Арсен Алахвердієв                                                                                 | Вільна боротьба        | Чоловіки, до 52 кг                        |
| Срібло | Геннадій Страхов                                                                                  | Вільна боротьба        | Чоловіки, до 90 кг                        |
| Срібло | Микола Яковенко                                                                                   | Греко-римська боротьба | Чоловіки, до 90 кг                        |
| Срібло | Микола Андріанов Михайло Воронін Віктор Клименко Олександр Малєєв Едуард Мікаелян Володимир Щукін | Спортивна гімнастика   | Чоловіки, командні змагання               |
| Срібло | Михайло Воронин                                                                                   | Спортивна гімнастика   | Чоловіки, кільця                          |
| Срібло | Віктор Клименко                                                                                   | Спортивна гімнастика   | Чоловіки, опорний стрибок                 |
| Срібло | Людмила Турищева                                                                                  | Спортивна гімнастика   | Жінки, вільні вправи                      |
| Срібло | Ольга Корбут                                                                                      | Спортивна гімнастика   | Жінки, бруси                              |
| Срібло | Тамара Лазакович                                                                                  | Спортивна гімнастика   | Жінки, колода                             |
| Срібло | Віталій Кузнецов                                                                                  | Дзюдо                  | Чоловіки, відкрита першість               |
| Срібло | Олена Пєтушкова                                                                                   | Кінний спорт           | Жінки, виїздка, особиста першість         |
| Срібло | Євген Аржанов                                                                                     | Легка атлетика         | Чоловіки, біг 800 м                       |
| Срібло | Александр Корнелюк Валерій Борзов Володимир Ловецький Юрій Силов                                  | Легка атлетика         | Чоловіки, естафета 4х100 м                |
| Срібло | Веніамін Солдатенко                                                                               | Легка атлетика         | Чоловіки, ходьба 50 км                    |
| Срібло | Яніс Лусіс                                                                                        | Легка атлетика         | Чоловіки, метання списа                   |
| Срібло | Леонід Литвиненко                                                                                 | Легка атлетика         | Чоловіки, десятиборство                   |
| Срібло | Нійоле Сабайте                                                                                    | Легка атлетика         | Жінки, біг 800 м                          |
| Срібло | Володимир Буре Віктор Абоїмов Ігор Гривенников Віктор Мазанов                                     | Плавання               | Чоловіки, естафета 4×100 м, вільний стиль |
| Срібло | Галина Степанова                                                                                  | Плавання               | Жінки, 100 м, брас                        |
| Срібло | Борис Онищенко                                                                                    | Сучасне п'ятиборство   | Чоловіки, особиста першість               |
| Срібло | Борис Мельник                                                                                     | Стрільба               | Чоловіки, довільна гвинтівка, 3х40        |
| Срібло | Євген Петров                                                                                      | Стрільба               | Чоловіки, круглий стенд                   |
| Срібло | Діто Шанидзе                                                                                      | Важка атлетика         | Чоловіки, до 60 кг                        |
| Срібло | Володимир Денисов Анатолій Котешев Віктор Путятін Василь Станкович Леонід Романов                 | Фехтування             | Чоловіки, рапира, командні змагання       |
| Срібло | Віктор Баженов Едуард Винокуров Володимир Назлимов Віктор Сидяк Марк Ракита                       | Фехтування             | Чоловіки, Шабля, командні змагання        |

### Бронза
| Медаль | Спортсмен | Вид спорту           | Дисципліна                                     |
| ------ | --- | -------------------- | ---------------------------------------------- |
| Бронза | Руслан Ашуралієв | Вільна боротьба      | Чоловіки, до 68 кг                             |
| Бронза | Омар Пхакадзе | Велоспорт            | Чоловіки, спринтерська гонка 1000 м            |
| Бронза | Віктор Борщ В'ячеслав Домані Леонід Зайко Володимир Кондра Валерій Кравченко Євген Лапинський Володимир Паткін Юрій Поярков Володимир Путятов Олександр Саприкін Юрій Старунський Єфим Чулак | Волейбол             | Чоловіки                                       |
| Бронза | Микола Андріанов | Спортивна гімнастика | Чоловіки, опорний стрибок                      |
| Бронза | Тамара Лазакович | Спортивна гімнастика | Жінки, багатоборство                           |
| Бронза | Тамара Лазакович | Спортивна гімнастика | Жінки, вільні вправи                           |
| Бронза | Людмила Турищева | Спортивна гімнастика | Жінки, опорний стрибок                         |
| Бронза | Анатолій Новиков | Дзюдо                | Чоловіки, до 70 кг                             |
| Бронза | Гіві Онашвілі | Дзюдо                | Чоловіки, понад 93 кг                          |
| Бронза | Василь Хмелевський | Легка атлетика       | Чоловіки, метання молота                       |
| Бронза | Віктор Потапов | Вітрильний спорт     | Чоловіки, «Фінн»                               |
| Бронза | Володимир Буре | Плавання             | Чоловіки, 100 м, вільний стиль                 |
| Бронза | Ігор Гривенников Володимир Буре Георгій Куликов Віктор Мазанов | Плавання             | Чоловіки, 4×200 м, вільний стиль               |
| Бронза | Галина Степанова | Плавання             | Жінки, 200 м, брас                             |
| Бронза | Павло Ледньов | Сучасне п'ятиборство | Чоловіки, особиста першість                    |
| Бронза | Віктор Торшин | Стрільба             | Чоловіки, малокаліберний самозарядний пістолет |
| Бронза | Емма Гапченко | Стрільба з лука      | Жінки, особиста першість                       |
| Бронза | Геннадій Четин | Важка атлетика       | Чоловіки, до 56 кг                             |
| Бронза | Ігор Валетов Георгій Зажицький Григорій Крісс Сергій Парамонов Віктор Модзолевський | Фехтування           | Чоловіки, шпага, командні змагання             |
| Бронза | Володимир Назлимов | Фехтування           | Чоловіки, шабля, особиста першість             |
| Бронза | Галина Горохова | Фехтування           | Жінки, рапіра, особиста першість               |
| Бронза | Геннадій Єврюжихін Реваз Дзодзуашвілі Юрій Єлісєєв Олег Блохін Аркадій Андріасян Оганес Заназанян Володимир Капличний Євген Ловчев Віктор Колотов Юрій Істомин Анатолій Куксов Владимир Пільгуй Сергій Ольшанський Володимир Онищенко Йожеф Сабо В'ячеслав Семенов Муртаз Хурцилава Євген Рудаков Андрій Якубик | Футбол               | Чоловіки                                       |

## Медалі з видів спорту
| Ігри                        | Золото | Срібло | Бронза | Загалом |
| Легка атлетика              | 9      | 7      | 1      | 17      |
| Боротьба                    | 9      | 4      | 1      | 14      |
| Спортивна гімнастика        | 6      | 6      | 4      | 16      |
| Гребля на байдарках і каное | 6      | 0      | 0      | 6       |
| Важка атлетика              | 3      | 1      | 1      | 5       |
| Фехтування                  | 2      | 2      | 3      | 7       |
| Велоспорт                   | 2      | 0      | 1      | 3       |
| Академічна гребля           | 2      | 0      | 0      | 2       |
| Бокс                        | 2      | 0      | 0      | 2       |
| Стрільба                    | 1      | 2      | 1      | 4       |
| Дзюдо                       | 1      | 1      | 2      | 4       |
| Сучасне п'ятиборство        | 1      | 1      | 1      | 3       |
| Кінний спорт                | 1      | 1      | 0      | 2       |
| Вітрильний спорт            | 1      | 0      | 1      | 2       |
| Волейбол                    | 1      | 0      | 1      | 2       |
| Баскетбол                   | 1      | 0      | 0      | 1       |
| Водне поло                  | 1      | 0      | 0      | 1       |
| Стрибки у воду              | 1      | 0      | 0      | 1       |
| Плавання                    | 0      | 2      | 3      | 5       |
| Стрільба з лука             | 0      | 0      | 1      | 1       |
| Футбол                      | 0      | 0      | 1      | 1       |

## Результати змагань

### Академічне веслування
Наступного раунду з кожного заїзду проходили кілька найкращих екіпажів (залежно від дисципліни). У фінал А виходили 6 найсильніших екіпажів, ще 6 екіпажів, що вибули у півфіналі, розподіляли місця у малому фіналі В.
| Змагання | Спортсмени                        | Попередній заїзд | Попередній заїзд | Попередній заїзд | Відбірковий заїзд | Відбірковий заїзд | Відбірковий заїзд | Півфінал | Півфінал | Півфінал | Фінал   | Фінал   | Підсумкове місце |
| Змагання | Спортсмени                        | Заїзд            | Час              | Місце            | Заїзд             | Час               | Місце             | Заїзд    | Час      | Місце    | Час     | Місце   | Підсумкове місце |
| -------- | --------------------------------- | ---------------- | ---------------- | ---------------- | ----------------- | ----------------- | ----------------- | -------- | -------- | -------- | ------- | ------- | ---------------- |
| одиначки | Юрій Малишев                      | 2                | 7: 42,67         | 1                | не брав участь    | не брав участь    | не брав участь    | 2        | 8: 13,49 | 1        | Фінал A | Фінал A | 1                |
| одиначки | Юрій Малишев                      | 2                | 7: 42,67         | 1                | не брав участь    | не брав участь    | не брав участь    | 2        | 8: 13,49 | 1        | 7:10,12 | 1       | 1                |
| двійки   | Володимир Поляков Микола Васильєв | 3                | 7:28,97          | 1                | не брали участь   | не брали участь   | не брали участь   | 2        | 7: 46,18 | 4        | Фінал B | Фінал B | 8                |
| двійки   | Володимир Поляков Микола Васильєв | 3                | 7:28,97          | 1                | не брали участь   | не брали участь   | не брали участь   | 2        | 7: 46,18 | 4        | 7:34,37 | 2       | 8                |